# Station Värmlandsbro
Station Värmlandsbro is een spoorwegstation aan de Vänerbanan in de Zweedse plaats Värmlandsbro. De treinen van Värmlandstrafik stoppen maar enkele keren per dag op dit station.

## Treinverbindingen
| Serie | Treinsoort       | Route                                         | Bijzonderheden |
| ----- | ---------------- | --------------------------------------------- | -------------- |
| 71    | Stoptrein (VTAB) | Karlstad – Kil – Värmlandsbro – Säffle – Åmål |                |